# پسران آجری
پسران آجری فیلمی از مجید قاری زاده است ساخته شده در سال ۱۳۸۵. این فیلم اولین تجربه بازیگری فرزاد فرزین خواننده ایرانی است. از دیگر بازیگران این فیلم می‌توان به پوریا پورسرخ، بهنوش طباطبایی، مارال فرجاد، تیرداد کیایی و ابوالفضل پورعرب اشاره کرد. این فیلم توسط شرکت تصویر دنیای هنر منتشر و توزیع گردید.

## خلاصه فیلم
امید و محسن و صفا پسران سرراهی هستند که در محله‌ای به نام آجری و با حمایت آقای اتابکی بزرگ شده‌اند. امید به ماهور، دختری که به او درس زبان فرانسه می‌داد، دل می‌بازد. پس از مدتی که از رابطه این دو می‌گذرد، امید برای خواستگاری نزد خانواده ماهور می‌رود و با مخالفت پدر ماهور، مهندس اعتمادی، روبرو می‌شود. اعتمادی مخالف است، چون امید پدر و مادر مشخصی ندارد و در عین حال قول ازدواج ماهور را به مهندس یکتا که در کانادا زندگی می‌کند داده است. ماهور و امید در حال کشمکش با مهندس اعتمادی اند که محسن به قصد فرار از کشور، دست به دزدی از نمایشگاهی می‌زند که در آنجا کار می‌کند، اما توسط صاحب کارش دستگیر و زخمی می‌شود. صفا هم با دختری به نام مریم نامزد کرده و در حال تلاش برای گرفتن مجوز برگزاری کنسرت و انتشار آلبومش است. امید و ماهور تصمیم می‌گیرند که به تنهایی به محضر بروند و ازدواج کنند، ولی ماهور در آخرین لحظه به دلیل این که خانواده اش او را طرد کرده‌اند، پشیمان می‌شود. کنسرت صفا در بم برگزار می‌شود که امید هم در آنجا حضور دارد. در پایان ماهور با هواپیما می‌آید و به امید می‌پیوندد.

## بازیگران
- ابوالفضل پورعرب
- پوریا پورسرخ
- بهنوش طباطبایی
- فرزاد فرزین
- تیرداد کیایی
- شراره دولت آبادی
- مارال فرجاد
- مهران ضیغمی
- محمدهادی قمیشی
- مجید علیزاده
- انوشیروان نعیمی
- بیوک میرزایی
- امید زندگانی